# Агнєшка Брустман
Агнєшка Брустман (пол. Agnieszka Brustman; (31 липня 1962) — польська шахістка, гросмейстер серед жінок від 1986 року, міжнародний майстер з 1982 року, неодноразова чемпіонка Польщі, претендентка на звання чемпіонки світу, шаховий суддя міжнародного класу, шаховий тренер ІІ класу. Випускниця ХХ Варшавського загальноосвітнього ліцею імені Хосе Марті.

## Біографія та спортивні досягнення

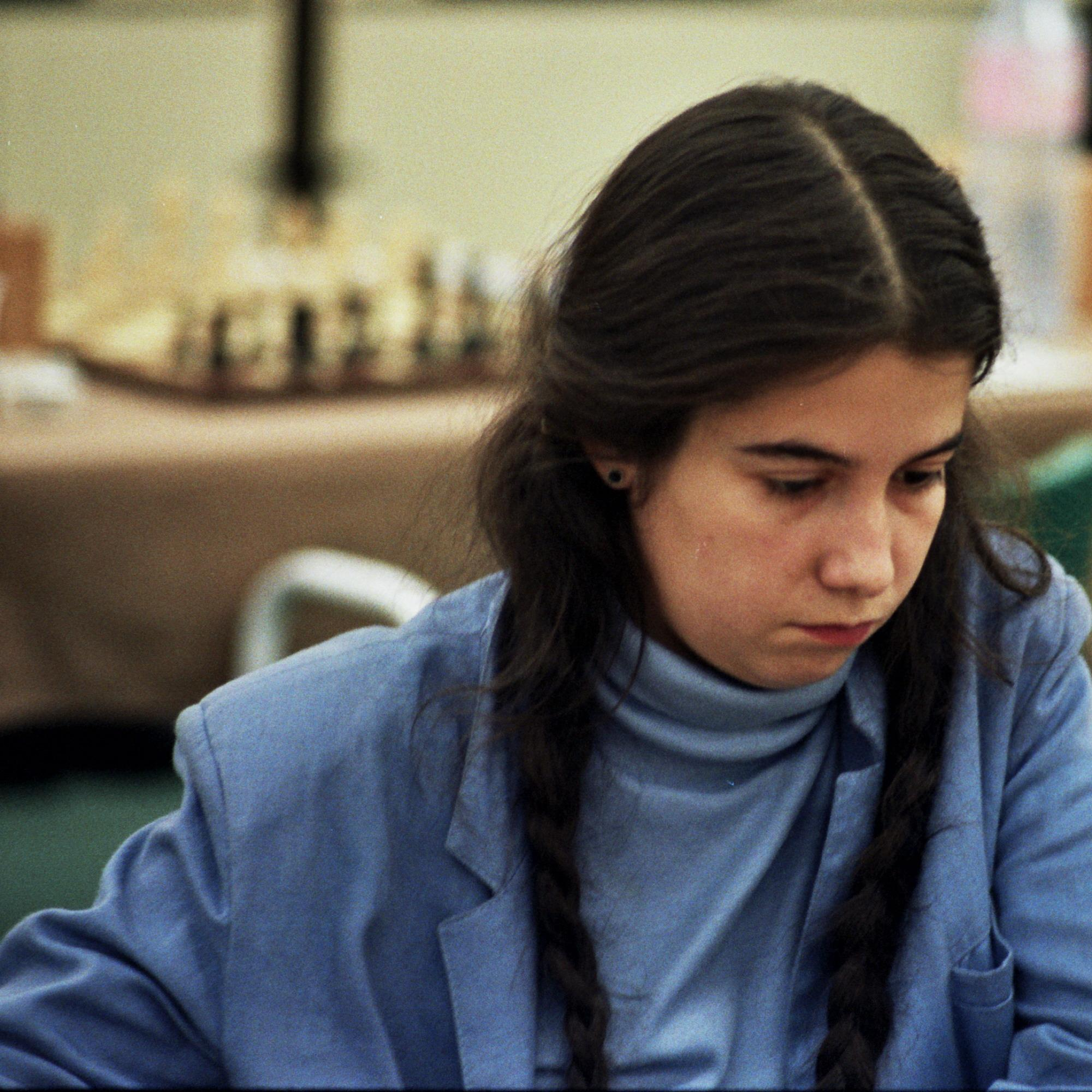
Агнєшка Брустман, Салоніки, 1984 рік

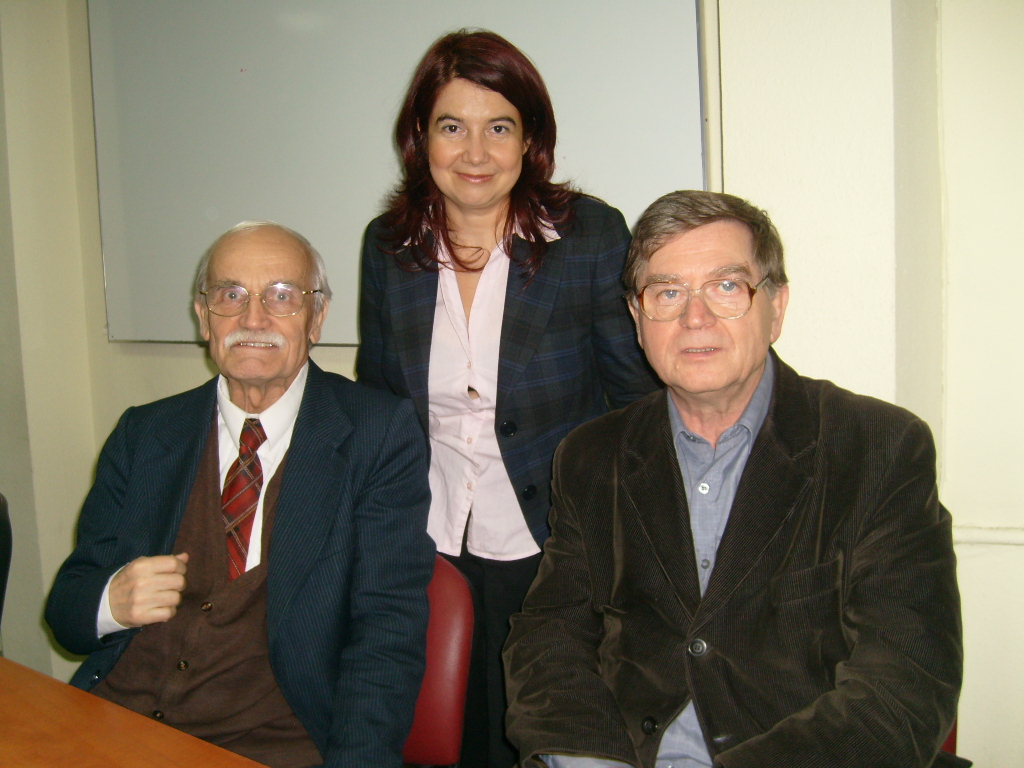
Агнєшка Брустман разом із Збігнєвом Чайкою та Ульріхом Яром, Краків, 2008 рік.

Народилась Агнєшка Брустман 31 липня 1962 року у Варшаві. У шахи навчилася грати у віці 10 років, і її першим тренером був її батько Ян Брустман. У віці 13 років Агнєшка Брустман уперше зіграла у фіналі юнацького чемпіонату Польщі з шахів. З 1976 до 1978 року молода шахістка займала 2-ге місце на юнацьких чемпіонатах Польщі. У 1978 році Брустман уперше зіграла у дорослому чемпіонаті Польщі серед жінок, який відбувся в Ельблонгу, та посіла в ньому 9 місце. У загальному виступила у 9 чемпіонатах Польщі, у яких 4 рази здобула золоті медалі — у 1982, 1984, 1987 та 1996 роках, двічі срібні медалі — у 1980 і 1999 роках, та двічі бронзові медалі — у 1983 та 1985 роках.
Під час своєї тривалої кар'єри Агнєшка Брустман здобула чимало успіхів у міжнародних змаганнях. Найважливішими з них є перемога на юнацькому чемпіонаті Європи у 1980 році, перемога на юнацькому кубку світу в 1982 році (фактично під цією назвою проводився неофіційний юнацький чемпіонат світу), а також вихід до двох турнірів претенденток на звання чемпіонки світу. У 1981 році шахістка вперше виступила на міжзональному турнірі в Бидгощі, де поділила 5—6 місце. У 1985 році Брустман на міжзональному турнірі у Велико-Тирново розділила 1—2 місце з Жужею Вереці-Петроніч, та вийшла до міжзонального турніру, який відбувся у 1986 році в Желєзноводську. На цьому трнірі польська шахістка розділила 3—4 місце з Людмилою Зайцевою, з якої зіграла додатковий матч унічию 3-3, та вийшла до турніру претенденток за додатковими показниками. На турнірі претенденток у Мальме в 1986 році Агнєшка Брустман посіла 6 місце. У 1987 році шахістка брала участь у міжзональному турнірі в Тузлі, на якому поділила 3—4 місце, та виграла стиковий матч за вихід до турніру претенденток у Лідії Семенової з рахунком 4-1. Наступного року польська шахіска посіла 6 місце на турнірі претенденток у Цхалтубо, на якому вона була єдиною шахісткою не з Радянського Союзу.
Агнєшка Брустман неодноразово представляла Польщу на командних змаганнях, у тому числі:
- Дев'ять разів на шахових олімпіадах: 1980, 1982, 1984, 1986, 1988, 1990, 1992, 1994, 1996. В командному заліку шахістка здобула бронзову медаль у 1980 році, індивідуальну срібну медаль у 1980 році на четвертій шахівниці.[5]
- Двічі на командних чемпіонатах Європи: 1992 та 1997.[6]

Найкращими результатами Агнєшки Брустман на інших турнірах є 5 місце в Беїле-Херкулане (1981); 3—5 місце в Новому Саді (1981); 1 місце в Пернику (1983); 3—5 місце в Яйце (1985); 4—5 місце у Варшаві (1986); 4—5 місце в Гавані на 1-му жіночому турнірі в історії меморіалів Капабланки (1986).
Найвищого рейтингу Агнєшка Брустман досягла 1 січня 1997 року, і з результатом 2415 займала 17 місце у рейтингу ФІДЕ та 1 місце серед польських шахісток. З 2011 року має титул шахового судді міжнародного класу. Вона, зокремаЮ судила Меморіал Кристини Радзіковської (двічі: у 2011 та 2012 роках), особисті чемпіонати Польщі (двічі у 2012 та 2014 роках), командний чемпіонат Європи серед жінок (у Варшаві 2013 року), на жіночій та чоловічій шаховій Універсіаді (Катовиці 2014 року), а також на Кубку світу серед чоловіків (у Баку 2015 року).
Агнєшка Брустман 4 рази отримувала медаль «За визначні спортивні досягнення» (бронзову — в 1980 році, та тричі срібну — в 1980, 1982 та 1986 роках), вона також нагороджена Срібним (1987) та Золотим Хрестом Заслуги (1997). У 1985 році посіла 8 місце в опитуванні газети «Przegląd Sportowy» серед найкращих польських спортсменів. Також вона у своїй біографії має й короткий акторський досвід — у 1988 році Агнєшка Брустман зіграла шахістку, що проводить сеанс одночасної гри у фільмі «Декалог I» Кшиштофа Кесльовського. За заслуги перед польськими шахами у 2008 році Агнєшці Брустман присвоєно титул почесного члена Польського Шахового Союзу.

## Зміни рейтингу
| На цьому місці має відображатися графік чи діаграма, однак з технічних причин його відображення наразі вимкнено. Будь ласка, не видаляйте код, який викликає це повідомлення. Розробники вже працюють для того, щоби відновити штатне функціонування цього графіка або діаграми. | |
| | На цьому місці має відображатися графік чи діаграма, однак з технічних причин його відображення наразі вимкнено. Будь ласка, не видаляйте код, який викликає це повідомлення. Розробники вже працюють для того, щоби відновити штатне функціонування цього графіка або діаграми. |